# Pyrit
Pyrit er et mineral der hører til sulfiderne. Det kaldes også svovlkis, ræveguld eller narreguld (engelsk: Fool's Gold). Det er en sammensætning af jern og svovl (FeS2, jerndisulfid) og findes over hele Jorden. Oftest forekommer det som korn i andre bjergarter, men det forekommer også som store, kubiske krystaller på op til 1 meter i tværmål.
Pyrit har på Mohs' hårdhedsskala en hårdhed på 6½. Farven er messinggul eller sølvfarvet. Pyrit har metalglans og stregfarven er grønbrun. Mineralet er svagere magnetisk efter opvarmning. Der er ingen luminescens eller radioaktivitet.

## Halvleder
Pyrit er en halvleder med et båndgab på 0,95 eV.

Igennem de tidlige år af det 20. århundrede, blev pyrit anvendt som i krystalensrettere i krystalmodtagere og bliver stadig anvendt af 'krystalradio' hobbyfolk. Indtil elektronrøret blev brugbart, var krystalensrettere de mest følsomme og tilgængelige ensretterdioder med meget stor forskel mellem mineraltyper og selv mellem individuelle emner indenfor en bestemt type af mineral. Pyritdetektorer kan være ligeså følsomme som en moderne 1N34A diode detektor.

Pyrit er blevet foreslået som et billigt halvlederråstof til lavpris solceller.
 
Syntetisk jernsulfid bliver anvendt med kobbersulfid til at skabe et eksperimentelt fotovoltaiske materiale.